# العكدة (شقح وطانف)

تعديل مصدري - تعديل

العكدة محلة تابعة لقرية طانف، التابعة لعزلة شقح وطانف بمديرية ذي السفال إحدى مديريات محافظة إب في الجمهورية اليمنية، بلغ تعداد سكانها 84 حسب تعداد اليمن لعام 2004.